# Newcastle Challenger
Il Newcastle Challenger è stato un torneo professionistico di tennis giocato su campi in erba, cemento e terra rossa. Faceva parte dell'ATP Challenger Series. Si giocava annualmente a Newcastle in Gran Bretagna.

## Albo d'oro

### Singolare
| Anno | Campione             | Finalista          | Punteggio     |
| ---- | -------------------- | ------------------ | ------------- |
| 1999 | Jeff Tarango         | Ronald Agénor      | 3–6, 6–0, 7–6 |
| 1998 | Agustín Calleri      | Salvador Navarro   | 6–3, 6–4      |
| 1997 | Fabrice Santoro      | Sebastien Grosjean | 2–6, 6–3, 6–3 |
| 1996 | Non disputato        | Non disputato      | Non disputato |
| 1995 | Dick Norman          | David Nainkin      | 6–1, 6–4      |
| 1994 | Simon Youl           | Brent Larkham      | 6–1, 7–6      |
| 1993 | Javier Sánchez       | Jonas Björkman     | 6–3, 4–6, 6–4 |
| 1992 | Greg Rusedski        | Javier Frana       | 6–3, 7–6      |
| 1991 | Christo van Rensburg | Michiel Schapers   | 6–4, 6–0      |

### Doppio
| Anno | Campioni                            | Finalisti                                  | Punteggio         |
| ---- | ----------------------------------- | ------------------------------------------ | ----------------- |
| 1999 | Marcus Hilpert Vaughan Snyman       | Hugo Armando Cédric Kauffmann              | 7–5, 7–6          |
| 1998 | Jeff Coetzee Edwin Kempes           | Nebojša Đorđević Dušan Vemić               | 1–6, 7–6, 6–2     |
| 1997 | Óscar Burrieza López Filippo Veglio | Arnaud Clément Rodolphe Gilbert            | 7–5, 4–0 ritirati |
| 1996 | Non disputato                       | Non disputato                              | Non disputato     |
| 1995 | Andrew Foster Danny Sapsford        | Nebojša Đorđević Lorenzo Manta             | 3–6, 6–1, 6–2     |
| 1994 | Neil Broad Simon Youl               | Joshua Eagle Tom Kempers                   | 6–4, 6–7, 6–4     |
| 1993 | Jonas Björkman Peter Nyborg (2)     | Juan Ignacio Carrasco Javier Sánchez       | 6–4, 6–4          |
| 1992 | Javier Frana Christo van Rensburg   | Kent Kinnear Peter Nyborg                  | 7–6, 7–6          |
| 1991 | Nicholas Fulwood Peter Nyborg (1)   | John-Laffnie de Jager Christo van Rensburg | 7–6, 6–1          |